# جيمي كيلبيرن
جيمي كيلبيرن هو لاعب هوكي الجليد كندي، ولد في 22 نوفمبر 1922 في Wilkie, Saskatchewan ‏ في كندا، وتوفي في 23 فبراير 2008.